# Górki Napękowskie
Górki Napękowskie est une localité polonaise de la gmina de Bieliny, située dans le powiat de Kielce en voïvodie de Sainte-Croix.